# ソワ (ボツワナ)
ソワ（Sowa, Sowa Town）はボツワナ中央部の都市。人口3,598人（2011年国勢調査）、4,120人（2017年投影）と小さな町ではあるが、独自の評議会（Town Council）を持った独立都市である。そのため同町が位置する中央（セントラル）地区には行政上は属していない。

## 概要
ソワ（Sowa）はサン人の言葉（コイサン諸語）で「塩」を意味する。その名の通り町はマカディカディ塩湖のスア塩湖（ソワ塩湖とも）に挟まれた所にあり、主産業は塩湖から産出した炭酸ナトリウム（ソーダ灰）である。

## 交通

### 空港
町から西へ11kmの距離にはスア・パン空港（ソワ空港とも）がある。